# مارک پلوسی
مارک پلوسی (انگلیسی: Marc Pelosi؛ زادهٔ ۱۷ ژوئن ۱۹۹۴) بازیکن فوتبال اهل ایالات متحده آمریکا است.
از باشگاه‌هایی که در آن بازی کرده‌است می‌توان به باشگاه فوتبال سن‌خوزه ارث‌کوئیکز و باشگاه فوتبال لیورپول اشاره کرد.
وی همچنین در تیم‌های ملی فوتبال زیر ۱۷، ۲۰ و ۲۳ سال آمریکا بازی کرده‌است.